# Ла-Амистад (международный парк)
Ла-Амистад (исп. Parque internacional La Amistad) — международный парк на границе Панамы и Коста-Рики в двух провинциях первой страны и четырёх — второй.

## Описание
Парк Ла-Амистад был образован 6 сентября 1988 года. Бо́льшую часть парка площадью 5700,45 км² покрывают тропические дождевые леса, он примерно поровну разделён между государствами. В парке проживают четыре различных индейских племени. Парк окружает 15-километровая буферная зона, в которой работают производители говядины и кофе, живут индейцы-фермеры. Значительную часть парка занимают подножия и сам горный хребет Кордильера-де-Таламанка, поэтому высшая точка парка находится на высоте более 3500 метров над уровнем моря.
На территории парка обнаружены остатки поселений человека, датируемые X тысячелетием до нашей эры, но в целом территория парка исследована мало. В связи со сложностью ландшафта чуть ли не единственное серьёзное исследование внутренних частей парка было проведено в 2003—2008 годах совместно Лондонским музеем естествознания, Коста-риканским институтом биоразнообразия и Университетом Панамы. Тогда в рамках «Дарвиновской инициативы» было исследовано биологическое разнообразие парка, экспедициями было собрано около 7500 коллекций растений, 17 000 коллекций жуков, 380 герпетологических коллекций. Этими экспедициями были открыты двенадцать новых видов растений, один вид навозных жуков, пятнадцать видов амфибий и три вида рептилий.
Парк обладает большим биологическим разнообразием, там встречаются животные как Северной, так и Южной Америки, в частности, есть все без исключения кошачьи Центральной Америки. Среди наиболее интересных и редких обитателей парка можно выделить коату Жоффруа, голошейную зонтичную птицу, гигантского муравьеда, квезаля, трёхусого звонаря, рыжеспинного саймири.
В апреле 1990 года Ла-Амистад включён в список Всемирного наследия